# Municipio de Harvester
El municipio de Harvester (en inglés: Harvester Township) es un municipio ubicado en el condado de St. Charles en el estado estadounidense de Misuri. En el año 2010 tenía una población de 20 573 habitantes y una densidad poblacional de 592,08 personas por km².

## Geografía
El municipio de Harvester se encuentra ubicado en las coordenadas 38°43′00″N 90°34′8″O / 38.71667, -90.56889. Según la Oficina del Censo de los Estados Unidos, el municipio tiene una superficie total de 34.75 km², de la cual 31,98 km² corresponden a tierra firme y (7,98 %) 2,77 km² es agua.

## Demografía
Según el censo de 2010, había 20 573 personas residiendo en el municipio de Harvester. La densidad de población era de 592,08 hab./km². De los 20 573 habitantes, el municipio de Harvester estaba compuesto por el 92,65 % blancos, el 3,01 % eran afroamericanos, el 0,18 % eran amerindios, el 1,92 % eran asiáticos, el 0,72 % eran de otras razas y el 1,52 % eran de una mezcla de razas. Del total de la población el 2,59 % eran hispanos o latinos de cualquier raza.